# Zarzecze (gromada w powiecie przeworskim)
Zarzecze – dawna gromada, czyli najmniejsza jednostka podziału terytorialnego Polskiej Rzeczypospolitej Ludowej w latach 1954–1972.
Gromady, z gromadzkimi radami narodowymi (GRN) jako organami władzy najniższego stopnia na wsi, funkcjonowały od reformy reorganizującej administrację wiejską przeprowadzonej jesienią 1954 do momentu ich zniesienia z dniem 1 stycznia 1973, tym samym wypierając organizację gminną w latach 1954–1972.
Gromadę Zarzecze z siedzibą GRN w Zarzeczu utworzono – jako jedną z 8759 gromad na obszarze Polski – w powiecie jarosławskim w woj. rzeszowskim na mocy uchwały nr 21/54 WRN w Rzeszowie z dnia 5 października 1954. W skład jednostki weszły obszary dotychczasowych gromad Zarzecze, Łapajówka, Rożniatów i Pełnatycze ze zniesionej gminy Roźwienica oraz przysiółek Kisielów z dotychczasowej gromady Cieszacin Mały ze zniesionej gminy Jarosław w tymże powiecie.
1 stycznia 1955 gromadę włączono do powiatu przeworskiego w tymże województwie, gdzie ustalono dla niej 27 członków gromadzkiej rady narodowej.
1 stycznia 1957 do gromady Zarzecze włączono przysiółek Kisielów z gromady Cieszacin Wielki w powiecie jarosławskim w tymże województwie.
1 stycznia 1969 do gromady Zarzecze włączono wieś Siennów ze zniesionej gromady Bóbrka Kańczucka w tymże powiecie.
Gromada przetrwała do końca 1972 roku, czyli do kolejnej reformy gminnej. 1 stycznia 1973 w powiecie przeworskim utworzono gminę Zarzecze.